# Jean-André Laumans
Jean-André Laumans (né à Heist-op-den-Berg le 7 novembre 1823 et mort à Laeken le 29 novembre 1902), est un sculpteur belge. Second Prix de Rome belge en sculpture, en 1851, il est l'auteur de plusieurs commandes officielles présentes dans l'espace public belge.

## Biographie

### Famille
Jean-André Laumans, né à Heist-op-den-Berg, province d'Anvers, le 7 novembre 1823, est le fils d'un couple de cultivateurs : Jean-Baptiste Laumans et de Catherine Van Den Broeck. Son père meurt en 1825, alors que Jean-André n'a que quinze mois. Jean-André Laumans épouse à Laeken en 1854 Marie Virginie Vanhamme, issue elle aussi d'une famille de cultivateurs. Ils sont les parents de Fanny Laumans, née en 1854, artiste peintre.

### Formation
Jean-André Laumans étudie d'abord, en 1841, à l'Académie royale des beaux-arts d'Anvers, où il est un des élèves de Joseph Geefs, puis de 1842 à 1846, il est étudiant à l'Académie royale des beaux-arts de Bruxelles, où Louis-Eugène Simonis est l'un de ses professeurs. En 1851, il se présente au Prix de Rome belge de sculpture, et obtient le second prix grâce à un bas-relief intitulé La Mort de Socrate.

### Carrière
Il se spécialise d'abord dans la sculpture religieuse, réalisant des œuvres pour quelques églises, dont l'église Saint-Quentin de Péruwelz (des chandeliers vers 1853) et la chapelle de l'Immaculée Conception de la même ville (un Christ en Croix vers 1853). En 1869, puis en 1872, Jean-André Laumans participe à l'Exposition triennale du Salon de Bruxelles, où il présente La Confiance, un buste en plâtre qui lui vaut une médaille d'honneur. La même année, sa statue de Saint Joseph recueille de nombreux suffrages lorsqu'elle est installée en l'église Sainte-Marie de Schaerbeek.
Ensuite, à l'instar d'une douzaine d'autres sculpteurs dirigés par Lambert Noppius, Jean-André Laumans participe, de 1877 à 1884, à la restauration du palais des princes-évêques de Liège. 
Concomitamment, il reçoit de nombreuses commandes officielles, essentiellement présentes dans l'espace public à Bruxelles : Hôtel de ville, Maison du Roi, Petit-Sablon,. Il œuvre également de manière significative à la décoration de l'hôtel de ville de Furnes. 
En 1880, Jean-André Laumans envoie à la section belge de l'Exposition universelle de Sidney un groupe en bronze L'exercice qui reçoit le premier degré de mérite.
Jean-André Laumans meurt, à l'âge de 75 ans, le 29 novembre 1902 en son domicile rue de Wautier à Laeken.

## Œuvres

### Œuvres principales
Liste :
- La Mort de Socrate, second prix de Rome belge en 1851 ;
- Richilde, Hôtel de ville de Bruxelles, 1863 ;
- Adèle, Hôtel de ville de Bruxelles, 1863 ;
- La Multiplication du pain et des poissons, église Saint-Boniface d'Ixelles, 1863 ;
- L'Amour volage, salon de Bruxelles de 1869 ;
- La Confiance, salon de Bruxelles de 1872 ;
- Saint Joseph, église royale Sainte-Marie de Schaerbeek, 1872 ;
- Groupe sculpté, couronnant la façade de l'immeuble de la Compagnie belge des téléphones, Bruxelles, 1872-1873 ;
- Erard de la Marck, bas-relief au Palais des princes-évêques de Liège, 1878 ;
- Pierre l’Ermite , Palais des princes-évêques de Liège, 1878 ;
- Gertrude de Moha, Palais des princes-évêques de Liège, 1880 ;
- Génie du Progrès, groupe sculpté de l'attique de l'ancienne école moyenne de l'État pour filles, Bruxelles 1882 ;
- Les Savetiers, square du Petit-Sablon, Bruxelles, 1882-1883  ;
- Les Marchands de poissons d'eau douce, square du Petit-Sablon, Bruxelles, 1882-1883 ;
- Saint Nicolas de Myre, la Maison du Renard, Grand-Place de Bruxelles, 1883 ;
- Jean de Coudenberg, Hôtel de ville de Bruxelles, 1885 ;
- Guillaume de Herzele, Hôtel de ville de Bruxelles, 1885 ;
- Le Cracheur, copie en pierre bleue du buste de la Fontaine Le Cracheur, Bruxelles, vers 1890 ;
- Statue du Baron Emmanuel van der Linden d’Hooghvorst, Place de l'église Saint-Martin, Meise, 1893.

### Galerie

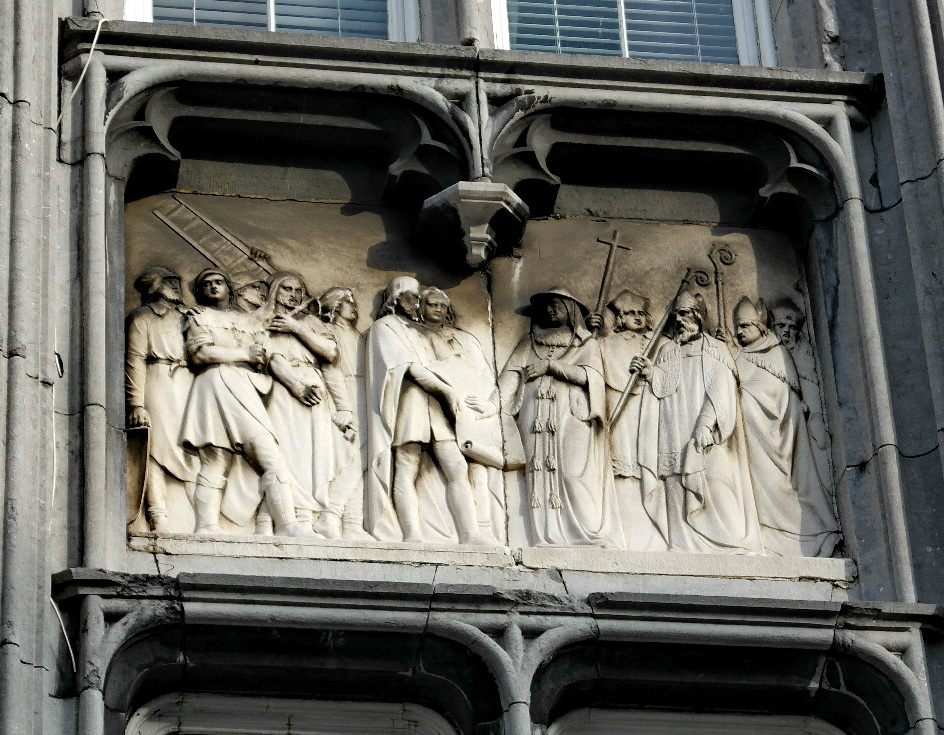
Erard de la Marck, bas-relief au Palais des princes-évêques de Liège, 1878.
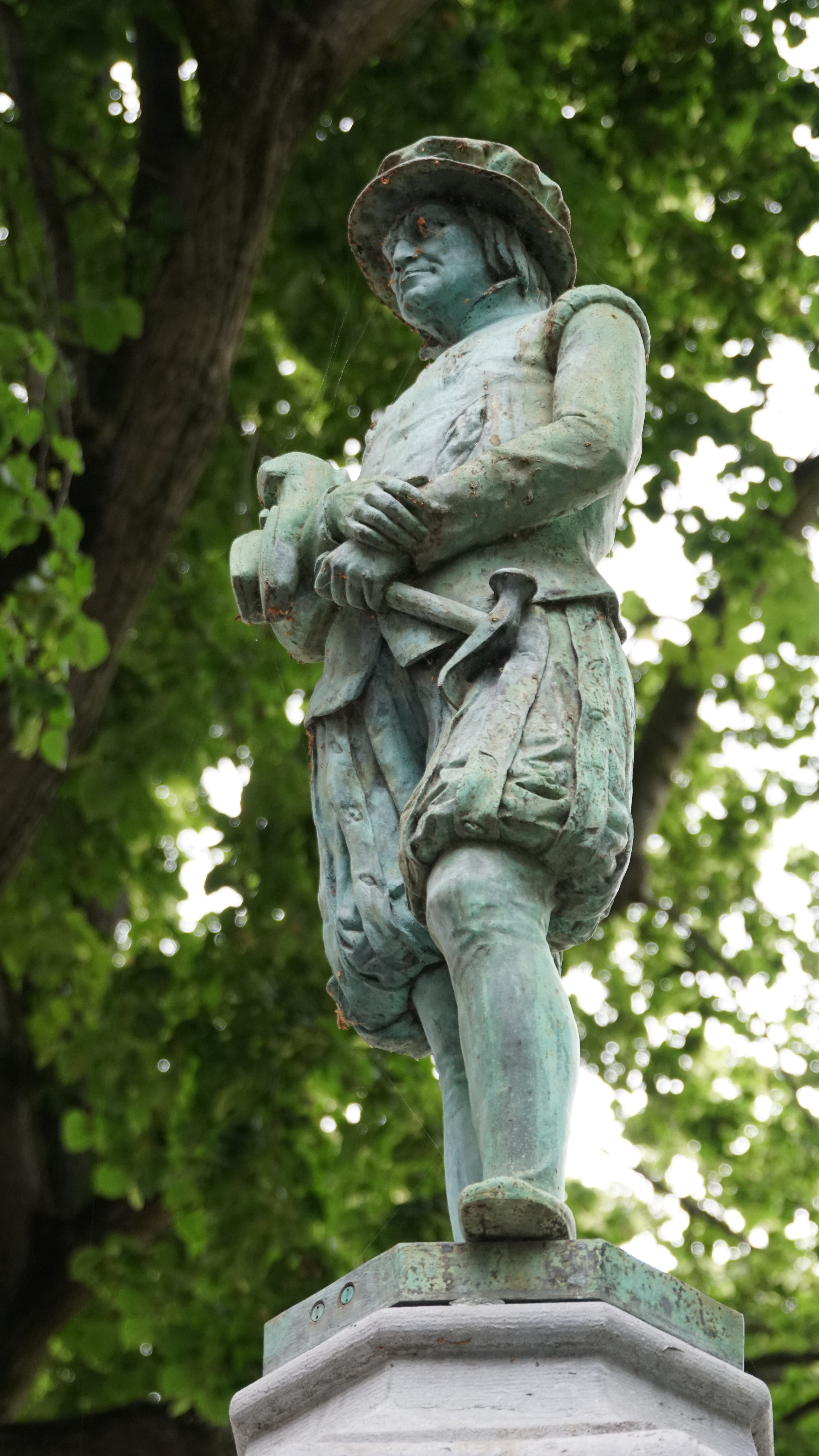
Les Savetiers, Petit-Sablon, Bruxelles (1882-1883).
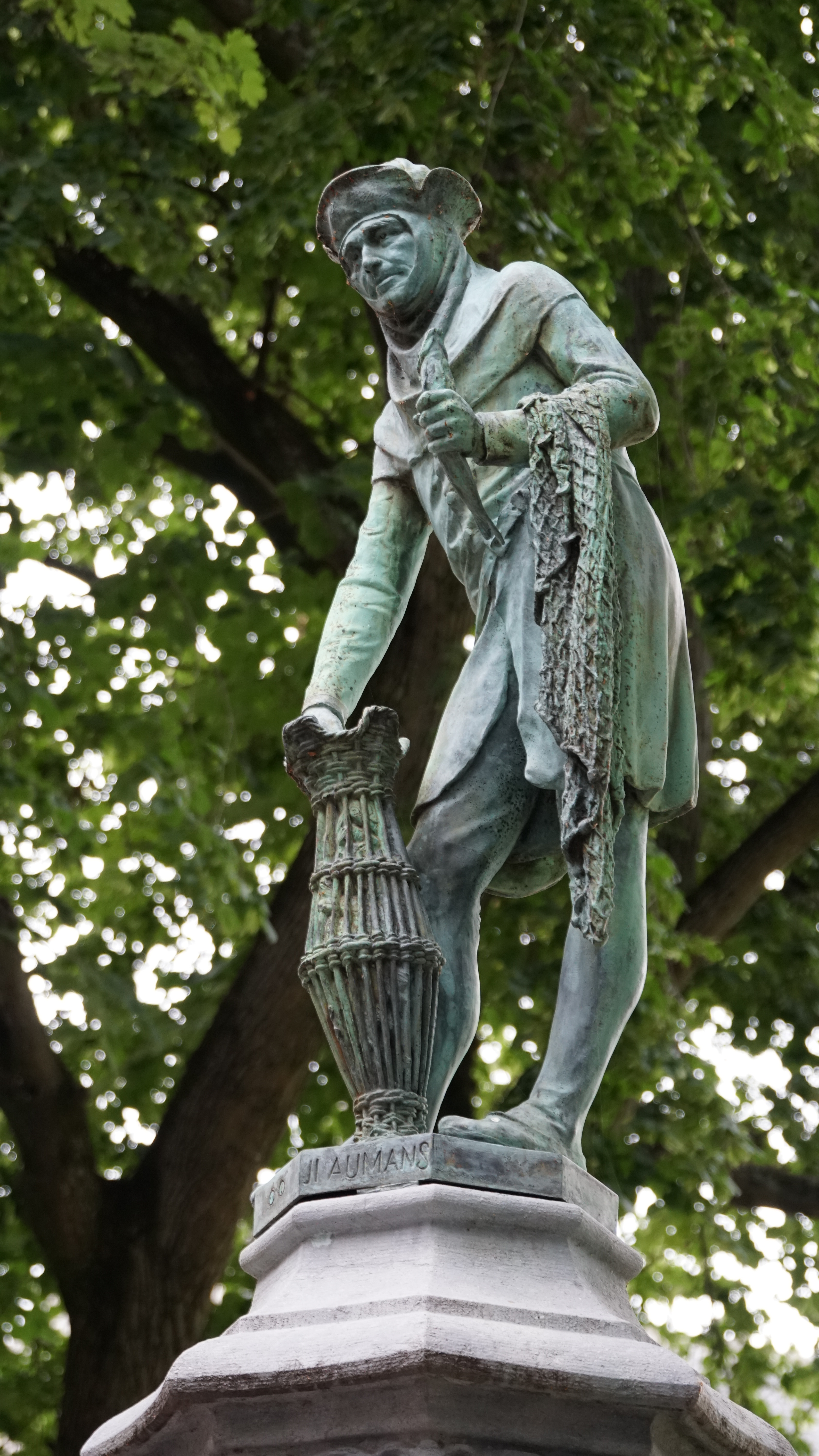
Les Marchands de poissons d'eau douce, Petit-Sablon, Bruxelles (1882-1883).
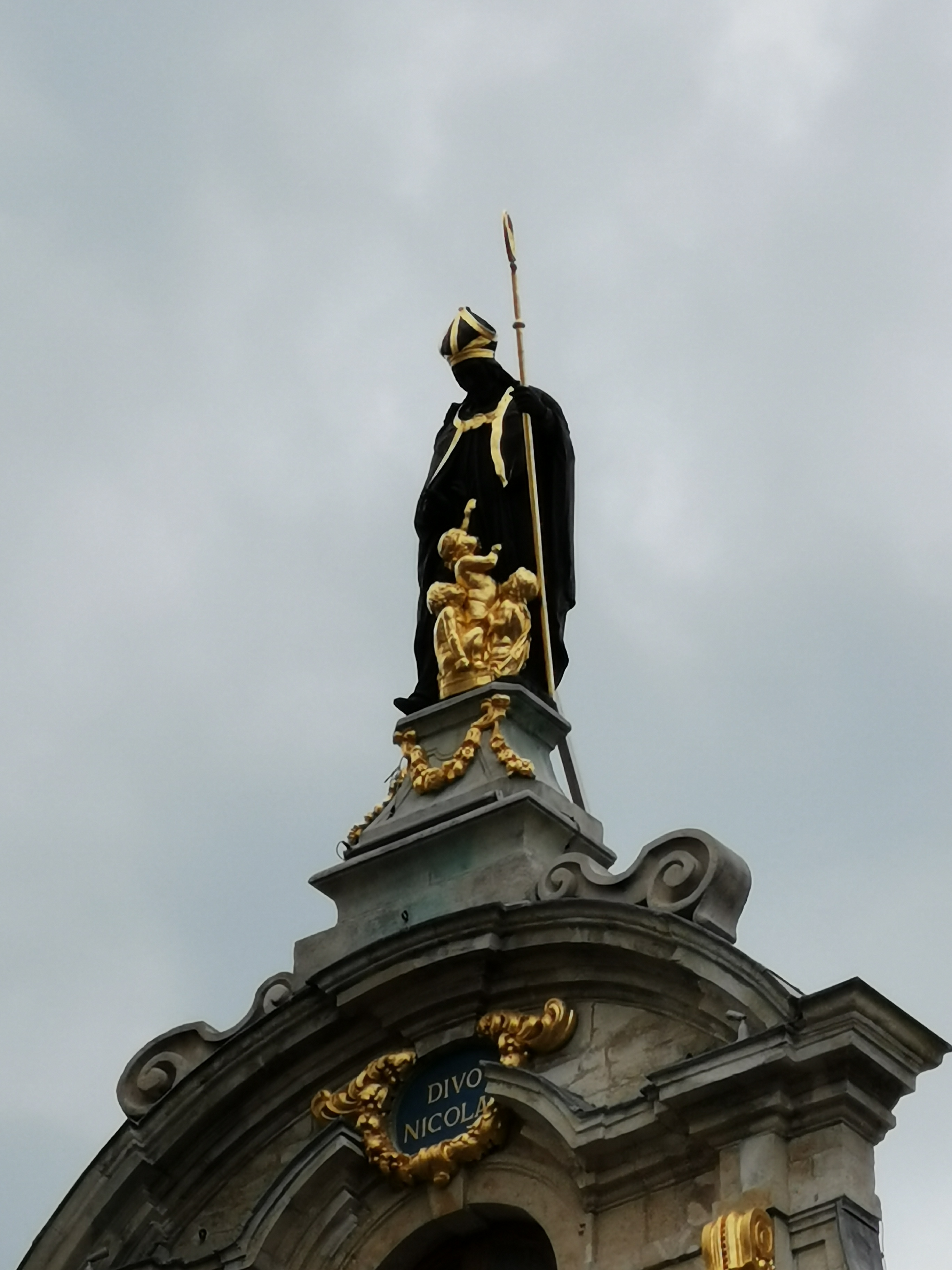
Saint Nicolas de Myre, la Maison du Renard, Grand-Place de Bruxelles, 1883.
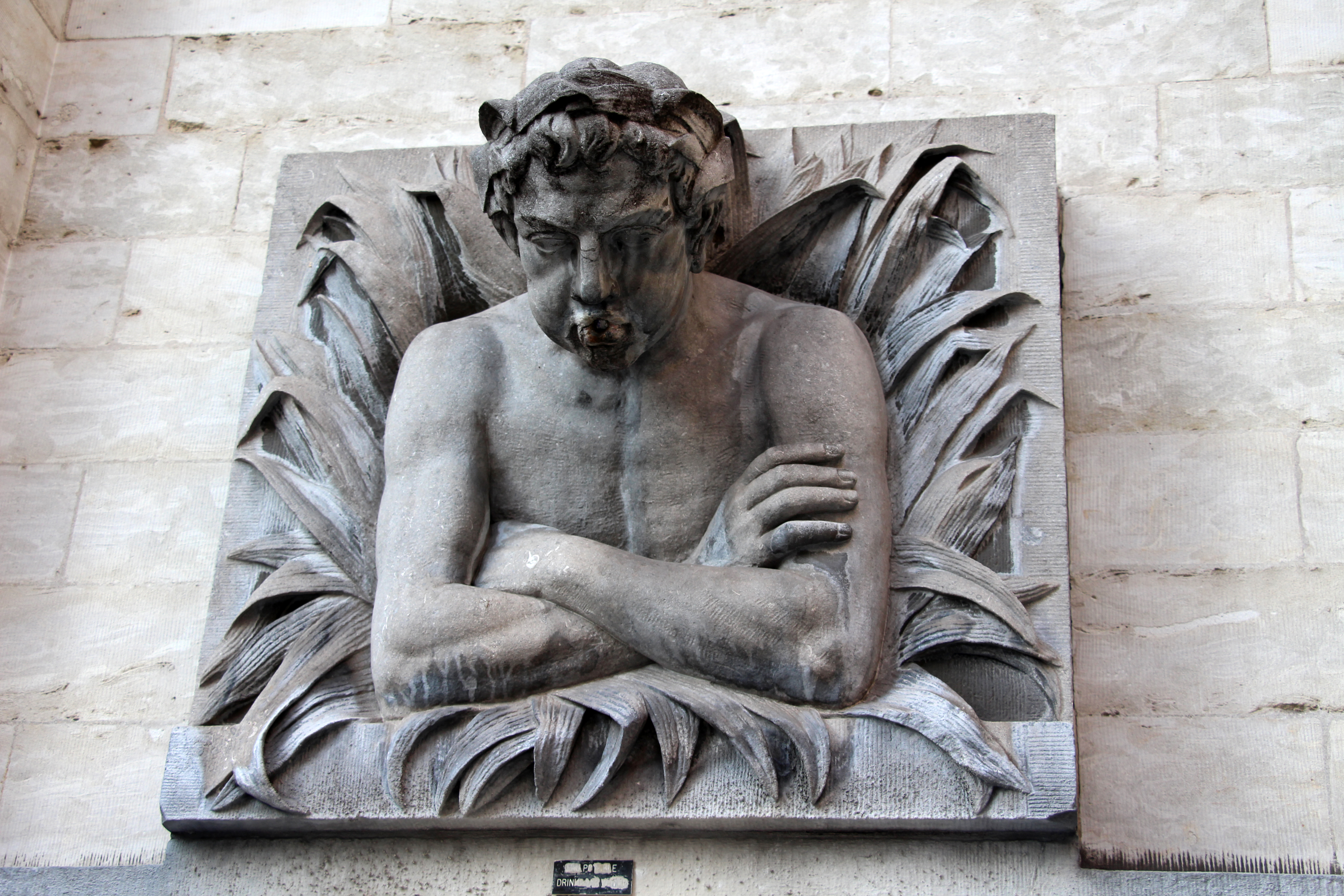
Le Cracheur, copie en pierre bleue du buste de la Fontaine Le Cracheur, Bruxelles, vers 1890.

## Honneur
- Rue Jean Laumans à Laeken[9].